# Paragarista albostriata
Paragarista albostriata là một loài bướm đêm trong họ Noctuidae.